# 格雷森縣 (德克薩斯州)
格雷森縣（英語：Grayson County）位美國德克薩斯州東北部的一個縣，北鄰奧克拉荷馬州。面積2,536平方公里。根据美國2000年人口普查，共有人口110,595人。縣治謝爾曼（Sherman）。
成立於1846年3月17日，縣政府成立於7月13日。縣名紀念德克薩斯共和國司法部長彼得·威廉·格雷森。